# 우베 란
우베 란(1962년 5월 21일 ~ )는 독일의 전 축구 선수이다.

## 통계
| 독일 | 독일 | 독일 |
| 연도 | 출전 | 골   |
| ---- | ---- | ---- |
| 1984 | 2    | 1    |
| 1985 | 7    | 3    |
| 1986 | 2    | 1    |
| 1987 | 3    | 0    |
| 합계 | 14   | 5    |